# 林壮太郎
林 壮太郎（はやし そうたろう、1968年12月17日 - ）は、日本の脚本家。東京都出身。にっかつ芸術学院撮影・照明コース卒。

## 来歴
にっかつ芸術学院在学中に、製作総指揮を伊丹十三、監督を黒沢清が務めた『スウィートホーム』に照明助手として参加。卒業後は石森史郎の元で脚本を学び、1992年に『Because I Love』でデビュー。
現在はアルファスタントジムでアクションも学んでおり、その縁で設立メンバーの一人である坂本浩一やジムでは後輩にあたるアベユーイチ、また日活芸術学院の後輩である田口清隆、『エコエコアザラク』などの作品で関わった梶研吾らとも親交が深い。

## 脚本作品

### 映画
- エコエコアザラクIII -MISA THE DARK ANGEL-（1997年）
- 東京女（2001年、脚本協力）
- 修羅雪姫（2001年、脚本協力）
- 異形ノ恋（2002年）
- Bird’s Eye（2003年）
- サムライプリンセス 外道姫（2009年）
- ラビット・ホラー3D（2011年）
- トラベラーズ 次元警察（2013年）

### テレビドラマ
- Because I Love You（1992年）
- フーライ嬢 日向子（1992年）
- お部屋にかえろう（1993年）
- エコエコアザラク（1997年）
- 真・女神転生デビルサマナー（1998年）
- 七瀬ふたたび（1998年）
- パズル（2008年）
- 執事喫茶にお帰りなさいませ（2009年）
- オルトロスの犬（2009年）

### 特撮
- ウルトラシリーズ
  - ウルトラマンコスモス（2001年 - 2002年）
  - ウルトラマンマックス（2005年 - 2006年）
  - ULTRASEVEN X（2007年）
  - ウルトラマンギンガS（2014年）
  - ウルトラマンX（2015年）
  - ウルトラマンオーブ（2016年）
  - ウルトラマンオーブ THE ORIGIN SAGA（2016年 - 2017年） - 小林弘利・小中和哉と共同シリーズ構成
  - ウルトラマンタイガ（2019年）- 中野貴雄と共同シリーズ構成
  - 劇場版 ウルトラマンタイガ ニュージェネクライマックス（2020年）- 中野貴雄と共同[4]
  - ウルトラマンZ（2020年）[5]
  - ウルトラマントリガー NEW GENERATION TIGA（2021年）[6]
- 牙狼-GARO-（2005年 - 2006年）

### テレビアニメ
- 人形草紙あやつり左近（1999年）
- ヒロイック・エイジ（2007年）
- 魔人探偵脳噛ネウロ（2007年）
- MAGISTER NEGI MAGI 魔法先生ネギま!（2007年）
- 紅 kurenai（2008年）
- 秘密 〜The Revelation〜（2008年）
- エレメントハンター（2009年）
- フォトカノ（2013年）
- アイドル事変（2017年）
- アクションヒロイン チアフルーツ（2017年）
- 叛逆性ミリオンアーサー（2018年）

### オリジナルビデオ
- ツッパリ・ハイ・スクール 武闘派高校伝（1994年）
- ツッパリ・ハイ・スクール2 校外乱闘篇（1995年）
- ツッパリ・ハイ・スクール3 新天地抗争（1995年）
- ツッパリ・ハイ・スクール4 広島代理戦争（1995年）

#### ネットムービー
- 恋愛メビウス（2005年）
- 手料理禁止法（2009年）
- 交通事故鑑定人 環倫一郎（2011年）

### 舞台
- 動物戦隊ジュウオウジャー・伝説大解放!ジュウオウイーグル覚醒!!（2016年、シアターGロッソ）

## 出演作品

### 映画（出演）
- 破裏拳ポリマー（2017年、KADOKAWA）スタント